# Pozo Almonte
Pozo Almonte is een gemeente in de Chileense provincie Tamarugal in de regio Tarapacá. Pozo Almonte telde 15.711 inwoners in 2017 en heeft een oppervlakte van 13.766 km².